# Dead Island 2
| Агрегатор  | Оцінка                                 |
| ---------- | -------------------------------------- |
| Metacritic | (PC) 75/100 (PS5) 75/100 (XSXS) 76/100 |

| Видання               | Оцінка  |
| --------------------- | ------- |
| Destructoid           | 7.5/10  |
| Digital Trends        | [ 5 ]   |
| Game Informer         | 7.75/10 |
| GameSpot              | 7/10    |
| GamesRadar+           | [ 8 ]   |
| IGN                   | 7/10    |
| NME                   | [ 10 ]  |
| PC Gamer (США)        | 55/100  |
| PCGamesN              | 7/10    |
| Push Square           | [ 13 ]  |
| Shacknews             | 6/10    |
| The Telegraph         | [ 15 ]  |
| Video Games Chronicle | [ 16 ]  |
| VG247                 | [ 17 ]  |
| VideoGamer.com        | 7/10    |

Dead Island 2 (укр. Острів мерців 2) — рольова відеогра 2023 року в жанрі бойовика та горору, розроблена британською студією Dambuster Studios та випущена компанією Deep Silver. Реліз гри відбудеться 21 квітня 2023 року на платформах Windows, PlayStation 4, PlayStation 5, Xbox One і Xbox Series X/S.
Dead Island 2 — відеогра у відкритому світі про зомбі-апокаліпсис, події якої розгортаються в Лос-Анджелесі й Сан-Франциско.

## Сюжет
Через 10 років після початку епідемії зомбі-вірусу, що відбулася в першій частині гри Dead Island, знову настає повернення цієї загрози, але вже не на курорті, а в Каліфорнії. Лос-Анджелес та Сан-Франциско стали осередком нової хвилі інфікування, де військові та урядові служби вживають заходів для зупинки поширення хвороби та її локалізації, щоб запобігти її розповсюдженню в інші мирні міста США та в усьому світі.

## Розробка
Спочатку Dead Island 2 розроблявся компанією Techland, але натомість вони вирішили зосередитися на розробці Dying Light спільно з Warner Bros.
Yager Development презентували концепт гри Deep Silver влітку 2012 року та отримали контракт на її розробку. Гра була анонсована на медіабрифінгу Sony на E3 2014 і є динамічнішою та адаптованішою для гравців, ніж попередні частини.
14 липня 2015 року компанія Deep Silver офіційно повідомила про те, що німецьку студію Yager Development було усунуто від розробки другої частини зомбі-екшену Dead Island. Компанія пообіцяла докласти всіх зусиль, щоб довести Dead Island 2 до релізу, нового розробника не було названо.
9 березня 2016 року британська студія Sumo Digital оголосила, що вона взяла розробку гри на себе.
У серпні 2019 року THQ Nordic оголосила, що за розробку тепер відповідає Dambuster Studios, що належить Deep Silver. 23 серпня 2022 року на виставці Gamescom показали трейлер і оголосили, що реліз гри відбудеться 3 лютого 2023 року. У листопаді 2022 року було повідомлено, що реліз гри перенесено на 28 квітня 2023 року.

## Вплив
У трейлері гри Goat Simulator 3 використовував елементи з раннього трейлера Dead Island 2 для привернення уваги.

## Огляди
Анна Винниченко з GamedevDou хвалить гру за її бойову систему, «веселі» квести, музику й локації, але зазначає про наявність багів та неможливість проходження основного сюжету без закінчення бічних завдань. Оцінка відеогри за версією цього сайту становить 8 балів з 10 можливих.